# École nationale d'administration et de magistrature (Bénin)
Pour les articles homonymes, voir ENAM, ENA et Ena.
L’École nationale d'administration (ENA) est l'école supérieure de formation du personnel administratif du Bénin dont le siège est situé à Abomey-Calavi.

## Présentation
L’École nationale d'administration et de magistrature (ENAM) est chargée d'assurer la formation et le perfectionnement des cadres et agents publics béninois tout en développant la recherche sur l'administration publique,.
Elle est également chargée de la formation et du renforcement des capacités des auditeurs de justice du Bénin et de certains pays comme le Congo Brazzaville. 

## Historique
L'École nationale d'administration (ENA) est créée en 1984 à la suite de la fusion du Centre de formation administrative et de perfectionnement (fondé en 1974) et de l'Institut national des sciences juridiques et administratives (fondé en 1980).
L'ENA s'est ensuite renommée « École nationale d'administration et de magistrature » en 2001 tout en devenant l'un des établissements de l'université d'Abomey-Calavi.
L'ENAM a développé des partenariats avec différentes organisations dont notamment l'École régionale supérieure de la magristrature (ERSUMA), institution de l'OHADA.

## Liste des directeurs
- avant 1984 : ?
- 1984-1986 : Jean Julien Codjovi (Fondateur)[7]
- 1986-1989 : Théodore Holo[7]
- 1989-2001 : Lydie Akibode Pognon
- 2001-2003 : Moussa Okanla
- 2003-2010 : Noël Ahonagnon Gbaguidi[8]
- 2010-2013 : Étienne Sossou Ahouanka
- 2013 : Nicaise Z. K. Mèdé[9]
- 2016-2022 : Épiphane Sohouénou
- Depuis juillet 2022 : Éric Montcho-Agbassa

## Anciens étudiants
- Geneviève Boko Nadjo

### Source
- Discours d'Étienne Sossou Ahouanka lors d'un workshop organisé par le Centre africain de formation et de recherche administratives pour le développement (CAFRAD), « La redéfinition des missions et objectifs de l'ENAM dans le cadre du développement national : « la contribution de l'ENAM à la réforme de l'administation publique au Bénin » », sur cafrad.org, 18-20 avril 2011 (consulté le 29 janvier 2014)